# (24) Themis
(24) Themis ist ein Asteroid des äußeren Hauptgürtels, der am 5. April 1853 vom italienischen Astronomen Annibale de Gasparis am Osservatorio Astronomico di Capodimonte in Neapel entdeckt wurde.
Der Asteroid wurde benannt nach Themis, einer Titanin, Göttin der Gerechtigkeit, Tochter von Uranos und Gaia, Mutter der Horen und der Moiren von Zeus. Themis ist auch als Göttin des Gesetzes bekannt. Die Benennung erfolgte durch den italienischen Astronomen Angelo Secchi mit dem Namen, den de Gasparis eigentlich dem Asteroiden (20) Massalia geben wollte.

## Wissenschaftliche Auswertung
Eine Auswertung von Beobachtungen durch das Projekt NEOWISE im nahen Infrarot führte 2011 für (24) Themis zu vorläufigen Werten für den Durchmesser und die Albedo im sichtbaren Bereich von 202,3 km bzw. 0,06. Ein Vergleich von Daten, die von 1978 bis 2011 an der Sternwarte Ondřejov in Tschechien und am Table Mountain Observatory in Kalifornien gesammelt wurden, mit den Daten von NEOWISE führte 2012 zu Werten für den Durchmesser und die Albedo von 202,2 km bzw. 0,06. Nachdem die Werte nach neuen Messungen mit NEOWISE 2012 auf 184,8 km bzw. 0,08 korrigiert worden waren, wurden sie 2014 auf 195,5 km bzw. 0,07 geändert. Nach der Reaktivierung von NEOWISE im Jahr 2013 und Registrierung neuer Daten wurden die Werte 2015 mit 151,8 km bzw. 0,08 angegeben, diese Angaben beinhalten aber hohe Unsicherheiten.
Eine spektroskopische Untersuchung von 820 Asteroiden zwischen November 1996 und September 2001 am La-Silla-Observatorium in Chile ergab für (24) Themis eine taxonomische Klassifizierung als B- bzw. C-Typ. Zwei unabhängige Untersuchungen, bei denen spektroskopische Beobachtungen von (24) Themis zum einen zwischen März 2002 und Mai 2008 sowie zum anderen am 23. Januar 2008 mit der Infrared Telescope Facility (IRTF) am Mauna-Kea-Observatorium auf Hawaiʻi durchgeführt wurden, zeigten ein ausgedehntes Absorptionsband bei 3,1 µm Wellenlänge, das deutlich anders erschien als bei anderen Asteroiden, bei allen Meteoriten und bei allen plausiblen verfügbaren Mineralproben. Modellierungen zeigten, dass es genau mit kleinen Eispartikeln übereinstimmt, die gleichmäßig auf der Oberfläche von (24) Themis verteilt sind. Das Wassereis könnte durch ein kürzliches Einschlagsereignis oder langsame aber stetige Sublimation aus dem Asteroideninneren an die Oberfläche gelangt sein, wo es sich als Reif auf den Regolith-Körnern niederschlug. Das Absorptionsspektrum im Bereich 3,3–3,6 µm konnte darüber hinaus gut durch organische Verbindungen modelliert werden. Da Wassereis auf dem Asteroiden nachgewiesen wurde, erfolgte am 11. September 2010 eine spektroskopische Beobachtung mit dem Teleskop I des Keck-Observatoriums auf Hawaiʻi, um nach Anzeichen von sublimiertem Wasser in der Asteroidenumgebung zu suchen. Dies war jedoch erfolglos und für die Produktionsrate wurde ein oberer Wert von 390 kg/s abgeleitet. Da mit erdgebundenen Teleskopen ein direkter Nachweis der Emissionslinien von Wasser schwierig ist, erfolgte eine weitere Beobachtung mit dem Herschel-Weltraumteleskop am 30. Januar 2013 im fernen Infrarot. Es konnten wieder keine solchen Emissionslinien gefunden werden und die Produktionsrate wurde auf maximal 12 kg/s geschätzt. Eis kann daher nur in sehr geringen Anteilen in Gemischen oder in reiner Form nur auf sehr kleinen Bereichen der Oberfläche vorliegen. Eine thermische Modellierung lieferte für den Durchmesser und die Albedo Werte von 192 ± 10 km und 0,07. Auch ein Staubschweif des Asteroiden konnte bei Beobachtungen im Juni 2015 mit dem nördlichen Gemini-Observatorium auf Hawaiʻi nicht gefunden werden. Eine Sublimationsaktivität von (24) Themis konnte dann erstmals durch Beobachtungen vom 17. März bis 10. April 2019 am Krim-Observatorium nachgewiesen werden, als der Asteroid sich auf seiner exzentrischen Bahn in Perihelnähe befand.

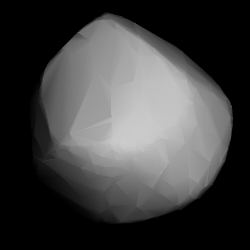
Berechnetes 3D-Modell von (24) Themis

Photometrische Beobachtungen von (24) Themis fanden erstmals statt während drei Nächten vom 24. bis 28. Mai 1965 an der Southern Station der Sternwarte Leiden in Südafrika. Aus der aufgezeichneten Lichtkurve wurde auf einen unregelmäßig geformten Körper mit einer Rotationsperiode von 8,363 h geschlossen. Eine neue Lichtkurve für den Asteroiden wurde am 22. August 1977 am Cerro Tololo Inter-American Observatory in Chile aufgezeichnet. In einer Untersuchung von 1989 wurde eine Vielzahl an Beobachtungen des Asteroiden an verschiedenen Observatorien ausgewertet, darunter solche im November und Dezember 1979 am Table Mountain Observatory in Kalifornien, im Dezember 1979 und Januar 1980 am Osservatorio Astronomico di Torino in Italien sowie im Dezember 1979 am Lowell-Observatorium in Arizona. Aus den Messergebnissen wurde eine Rotationsperiode von 8,3744 h abgeleitet.
Photometrische Messungen vom 24. bis 28. Oktober 1995 am Charkiw-Observatorium und am Krim-Observatorium in Simejis passten ebenfalls zu der bereits bekannten Periode, während die Auswertung der Messdaten von zwei Beobachtungsreihen im September 1995 am Observatorium Belogradtschik und im Oktober und Dezember 1995 am Nationalen Astronomischen Observatorium Roschen, beide in Bulgarien, zu einer Rotationsperiode von 8,3757 h führte, die Rotationsachse konnte hier aber nicht bestimmt werden. Beobachtungen vom 21. bis 24. November 2006 am Oakley Observatory des Rose-Hulman Institute of Technology in Indiana lieferten einen Wert für die Rotationsperiode von 8,376 h.
Aus den archivierten Lichtkurven der Jahre 1965 bis 1995 in Verbindung mit eigenen Messungen aus 2005 bestimmte eine Untersuchung von 2008 erstmals ein dreidimensionales Gestaltmodell für den Asteroiden sowie eine Position der Rotationsachse mit prograder Rotation und eine Periode von 8,37677 h. (24) Themis erschien im Modell etwas abgeflacht, ohne Anzeichen von Albedo-Variationen auf seiner Oberfläche. Ein flacher Bereich könnte ein großer Krater sein.
Um mehr Daten zur Erstellung von Gestaltmodellen zu liefern, erfolgten weitere Beobachtungen das Asteroiden vom 16. Oktober 2012 bis 9. Januar 2013 am Organ Mesa Observatory in New Mexico. Die Lichtkurve bestätigte die Rotationsperiode mit einem Wert von 8,3743 h und auch neue Daten, die bei Messungen vom 17. bis 25. April 2014 am selben Ort registriert wurden, ergaben wieder eine Rotationsperiode von 8,376 h.
Die Auswertung von 46 vorliegenden Lichtkurven führte in einer Untersuchung von 2016 erneut zur Erstellung eines dreidimensionalen Gestaltmodells mit zwei alternativen Lösungen für die Rotationsachse mit prograder Rotation und einer Periode von 8,37419 h. Mit dem neuen Algorithmus All-Data Asteroid Modeling (ADAM) wurde dann 2017 ein Gestaltmodell erstellt, das alle verfügbaren photometrischen Daten in Verbindung mit hochaufgelösten Infrarot-Aufnahmen des Keck-II-Teleskops auf Hawaiʻi vom Dezember 2001, Juni 2003, Juni 2010 und Dezember 2012 reproduziert. Für die Rotationsachse wurden wieder zwei alternative und verbesserte Positionen mit prograder Rotation und eine Periode von 8,37419 h bestimmt, während für die Größe ein volumenäquivalenter Durchmesser von 215 ± 15 km abgeleitet wurde.

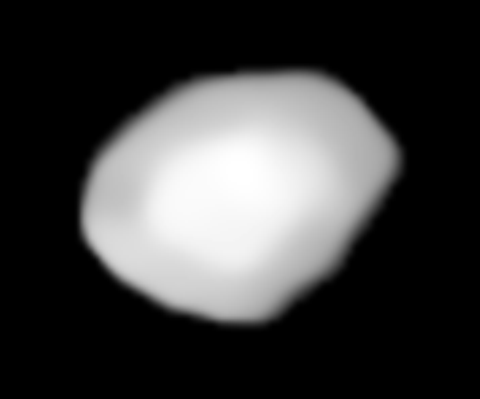
Aufnahme von (24) Themis durch das Very Large Telescope (VLT) am 9. Januar 2019

Neue photometrische Beobachtungen von (24) Themis erfolgten noch einmal vom 20. September bis 8. November 2017 und vom 16. bis 27. Januar 2019 mit den ferngesteuerten Teleskopen TRAPPIST-North am Oukaïmeden-Observatorium in Marokko und TRAPPIST-South am La-Silla-Observatorium. Aus der Lichtkurve wurde hier eine Rotationsperiode von 8,3741 h bestimmt. Aus archivierten Daten des Asteroid Terrestrial-impact Last Alert System (ATLAS) aus dem Zeitraum 2015 bis 2018 konnte in einer Untersuchung von 2022 mit der Methode der konvexen Inversion eine Rotationsperiode von 8,3741 h berechnet werden.
Abschätzungen von Masse und Dichte für den Asteroiden (24) Themis aufgrund von gravitativen Beeinflussungen auf Testkörper hatten in einer Untersuchung von 2012 eine Masse von etwa 5,89·1018 kg ergeben, was mit einem angenommenen Durchmesser von etwa 184 km zu einer Dichte von 1,81 g/cm³ führte bei einer Porosität von 19 %. Diese Werte besitzen eine Unsicherheit im Bereich von ±37 %. Ein umfangreiches Programm der Europäischen Südsternwarte (ESO) zielte darauf ab, die 3D-Form und damit die Dichte von großen Hauptgürtel-Asteroiden zu ermitteln, um ihre Entstehung und Entwicklung besser zu belegen. Es wurden dazu mit dem adaptiven Optikinstrument SPHERE des Very Large Telescope (VLT) am Paranal-Observatorium in Chile hochauflösende Bilder von 42 großen (D > 100 km) Hauptgürtel-Asteroiden aufgenommen, darunter auch (24) Themis. Neben hochaufgelösten Bildern des Asteroiden konnten in der finalen Auswertung 2022 unter anderem folgende Daten erfasst werden:
- Mittlerer Durchmesser 208 ± 3 km
- Abmessungen in drei Achsen 232 × 220 × 176 km
- Masse 6,2·1018 kg
- Dichte 1,31 g/cm³
- Albedo 0,06
- Rotationsperiode 8,37419 h
- Position der Rotationsachse mit prograder Rotation

Neue Auswertungen von Gaia DR3-Daten der Begegnung von (24) Themis mit einem kleinen Asteroiden ergaben in einer Untersuchung von 2023 Werte für ihre Masse und Dichte von 8,30·1018 kg bzw. 1,76 g/cm³.

## Themis-Familie
(24) Themis ist namensgebendes und größtes Mitglied einer Asteroidenfamilie mit ähnlichen Bahneigenschaften, wie eine Große Halbachse von 2,96–3,25 AE, eine Exzentrizität von 0,10–0,20 und eine Bahnneigung von 0,7°–2,4°. Taxonomisch handelt es sich um Asteroiden der Spektralklasse C, die mittlere Albedo liegt bei 0,07. Der Themis-Familie wurden im Jahr 2019 etwa 7400 Mitglieder zugerechnet, ihr Alter wurde auf 3,0 ± 0,6 Mrd. Jahre geschätzt. Die Familie könnte entstanden sein, als ein Ursprungskörper von etwa 258 km Durchmesser von einem Impaktor mit einer Größe von mindestens 21 km getroffen wurde, wodurch er 55 % seiner Masse verlor.

## Raumsonden-Mission
Wegen der Bedeutung eishaltiger Asteroiden als Körper des äußeren Sonnensystems, die wahrscheinlich organische Stoffe und Eis ins innere Sonnensystem brachten, und zur besseren Charakterisierung der Beziehung zwischen diesen Objekten und anderen wasserreichen Körpern im gesamten Sonnensystem und damit für das Verständnis der Entwicklung und Vielfalt der Ozeanwelten, wurden 2021 Raumsonden-Missionen im Rahmen des Discovery-Programms der NASA zu Mitgliedern der Themis-Familie, darunter auch (24) Themis selbst, vorgeschlagen.